# Chamaelimnas propinqua
Chamaelimnas propinqua är en fjärilsart som beskrevs av Mengel 1913. Chamaelimnas propinqua ingår i släktet Chamaelimnas och familjen Riodinidae. Inga underarter finns listade i Catalogue of Life.